# Партия маори
Партия маори (маори Tōrangapū Māori) — политическая партия Новой Зеландии, основанная 7 июля 2004 года. Партия провозгласила 8 уставных «маори kaupapa» — партийных целей. 

## Лидеры
Сопредседателями партии являются бывшая лейбористка Тариана Туриа, неоднократно занимавшая пост министра, и известный учёный Пита Шарплес.

## Коалиция
После парламентских выборов 2008 года Партия маори вступила в коалицию с Национальной партией. В 2011 году парламентарий от Партии маори Хоне Харавира вышел из партии и создал Партию мана — другую политическую силу маори, занимающую более левые позиции.